# Torre di Roncisvalle

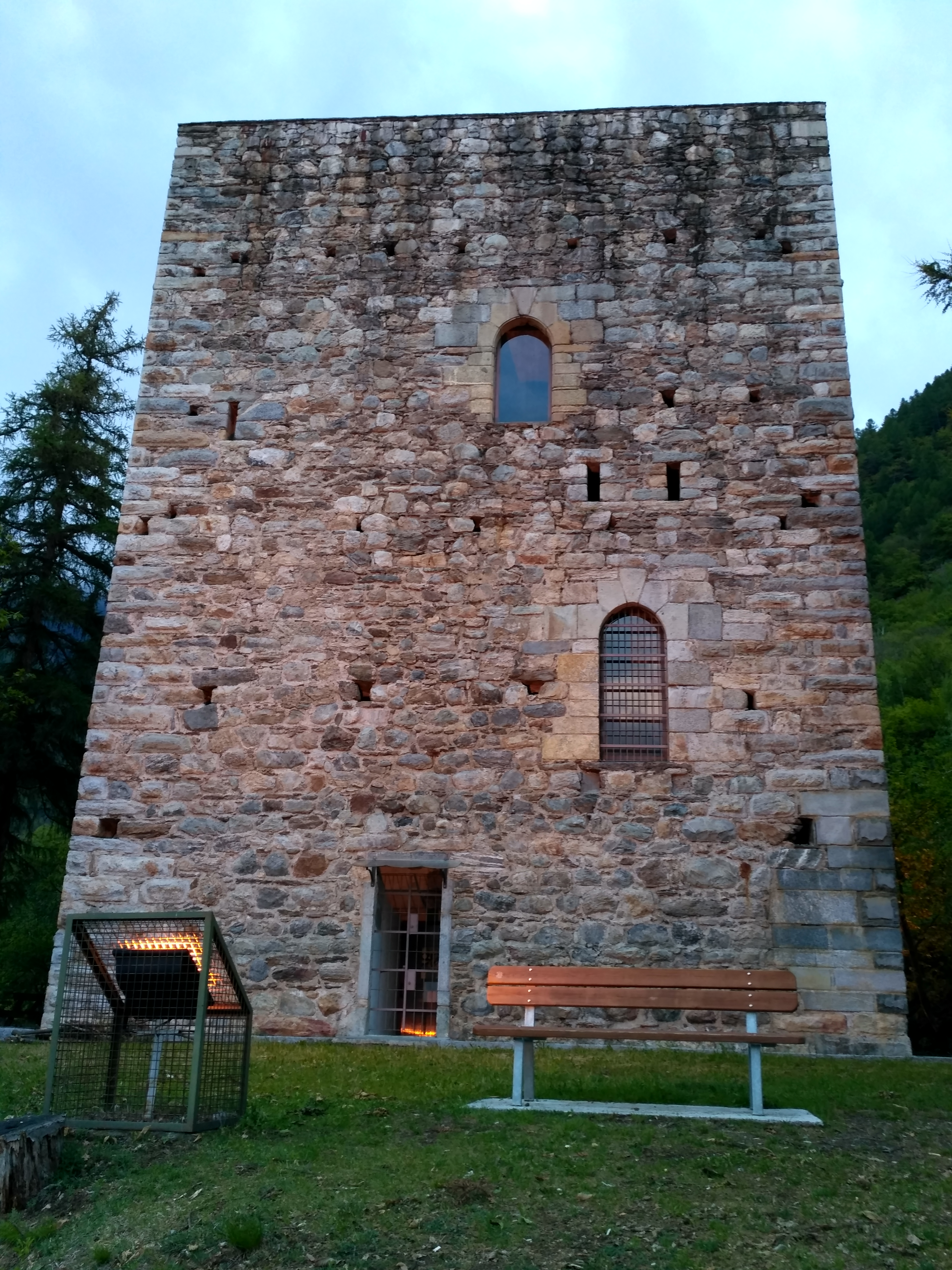

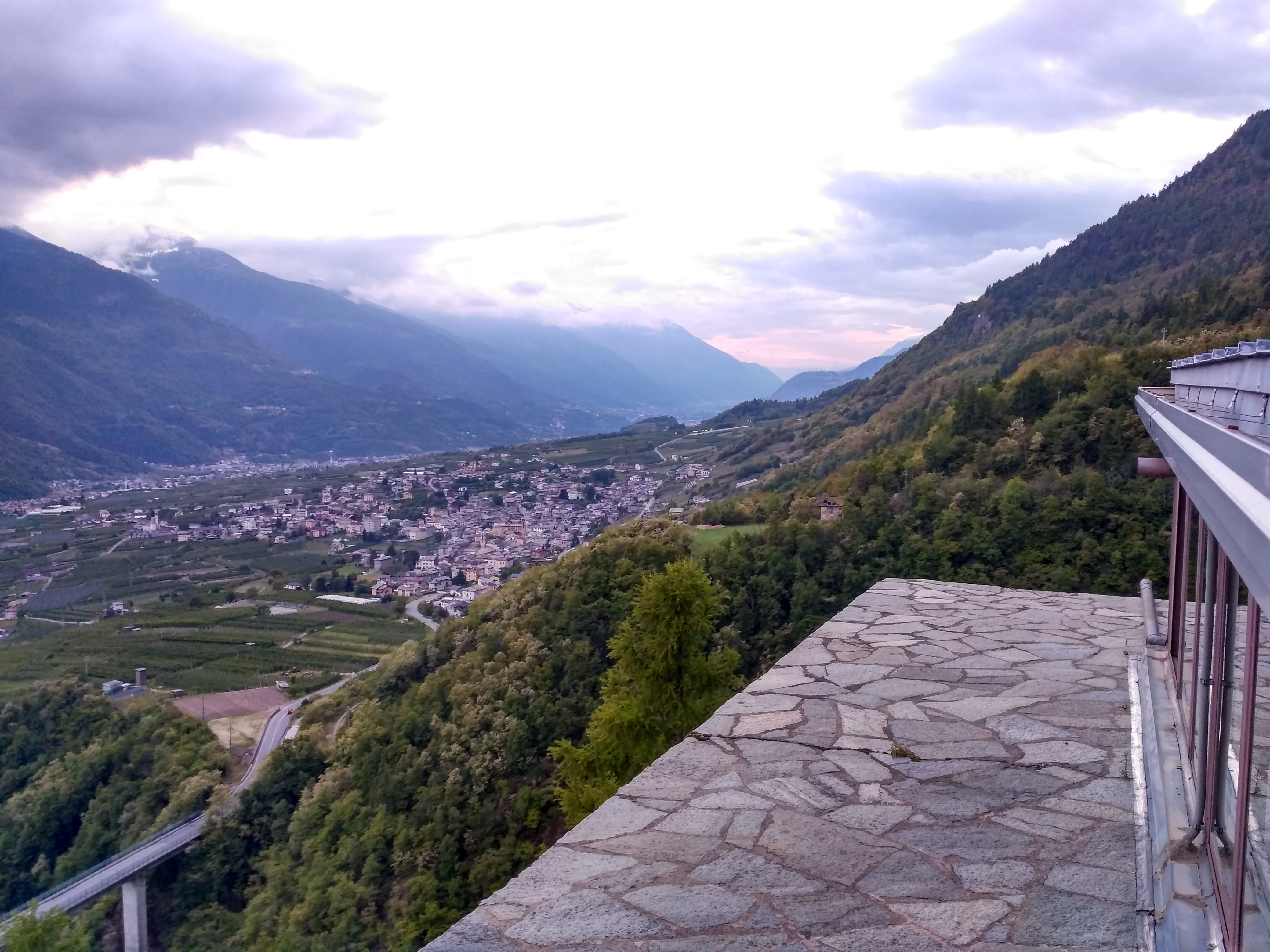

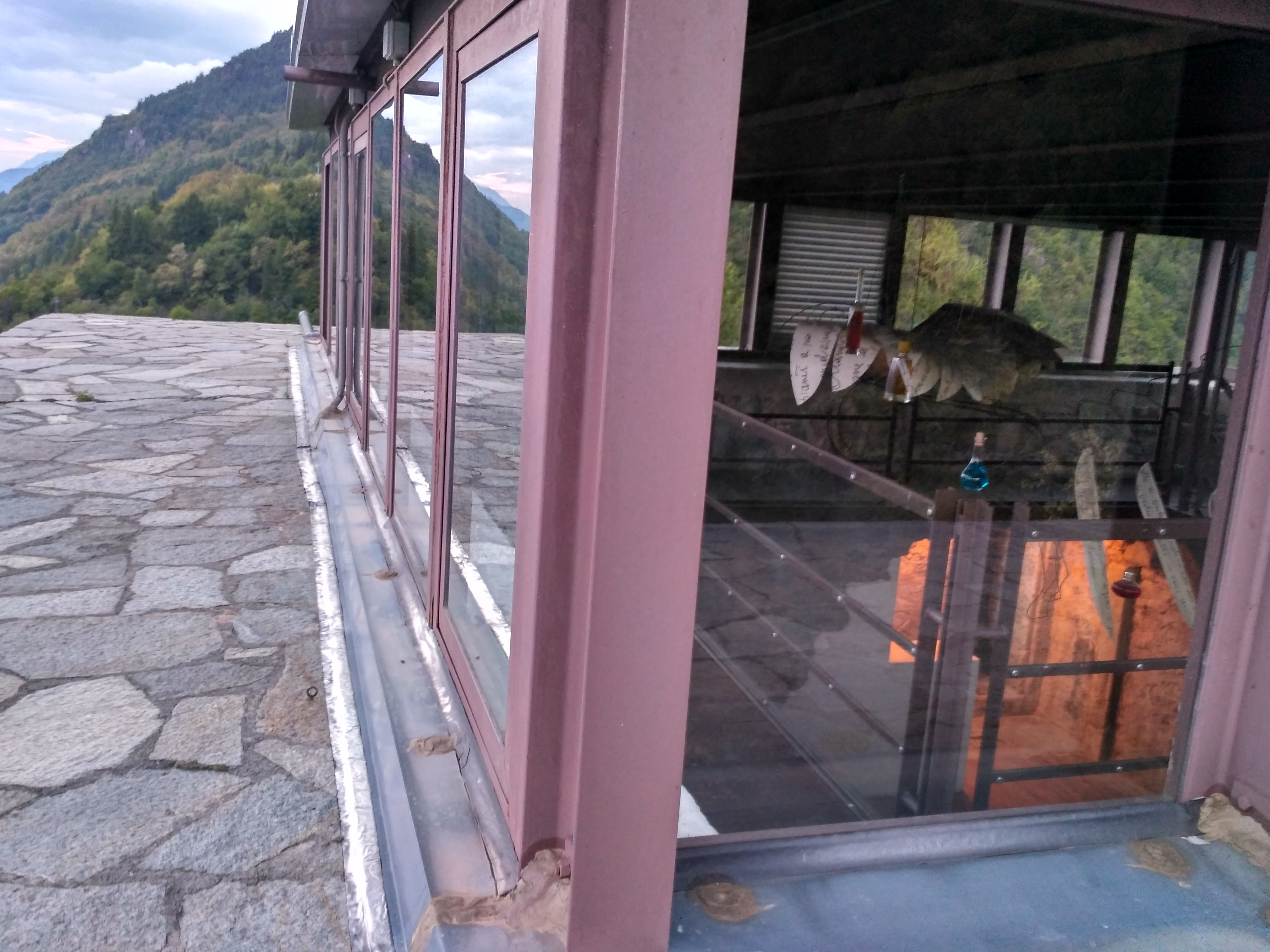

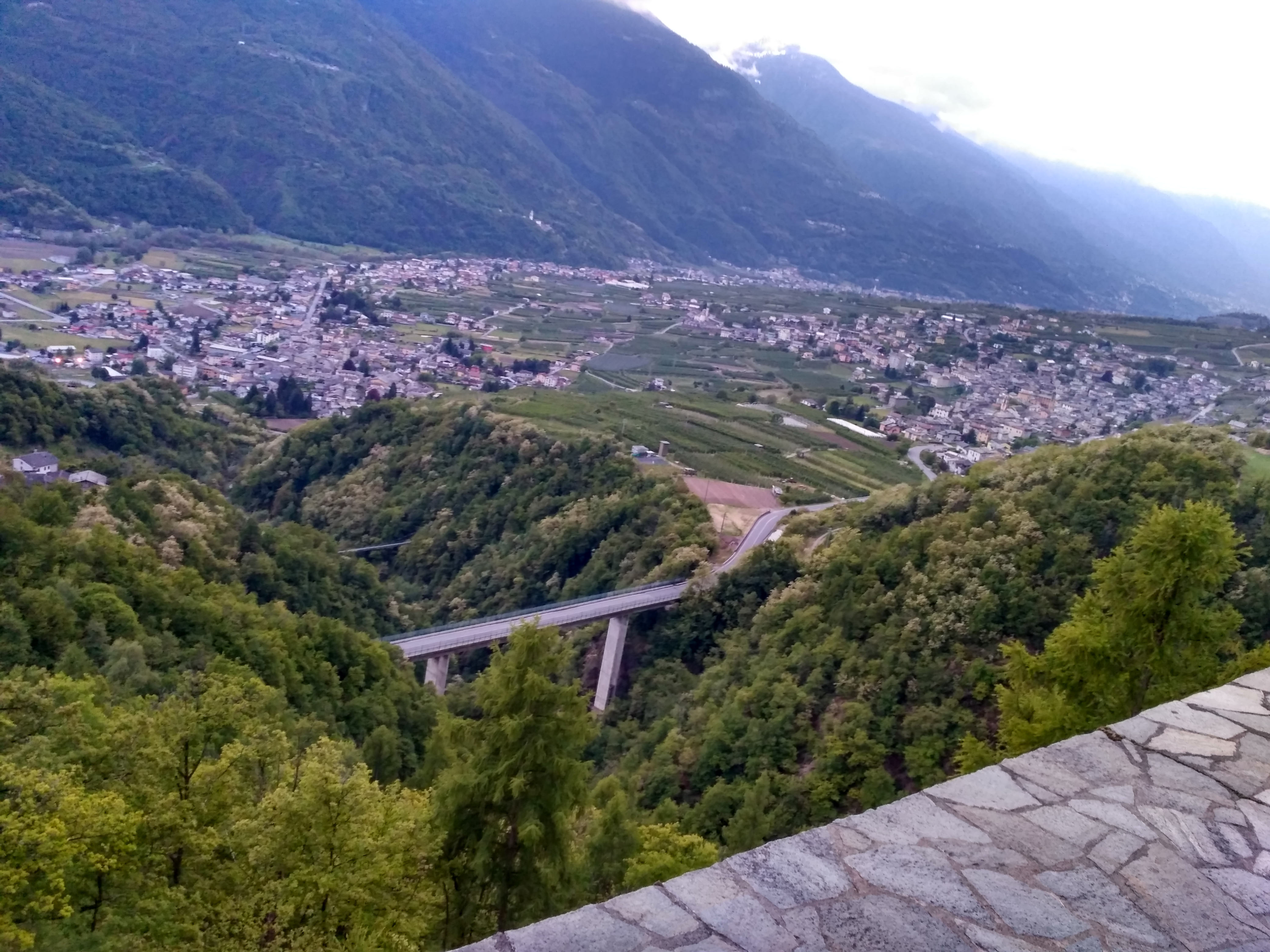

Die Torre di Roncisvalle (auch als Turm von Castionetto bzw. Turm von Roncisvalle bekannt) ist ein Turm auf 689 Höhenmetern im Ortsteil Castionetto der Gemeinde Chiuro mit Blick auf das Veltlin in Oberitalien. Laut Überlieferung gehörte er einst Stefano Quadrio.

## Namen
Der Name „Turm von Roncisvalle“ verweist auf die legendäre Pilgerstation Roncesvalles in Navarra (Spanien) und ist auch in notariellen Urkunden des Mittelalters vermerkt. In einer Urkunde aus dem Jahr 1460 verkauft Maria Maffina an Andrea Maffina folgendes:
Der Gelehrte Cesare Segre leitet den Namen des Turms vom Etymon „roscida valle“, feuchtes Tal, und „roscidare“ bzw. besprengen ab, aber auch „ronco“ und „runchet“ von „runcare“, die Urbarmachung eines Grundstücks für neue Rebflächen.

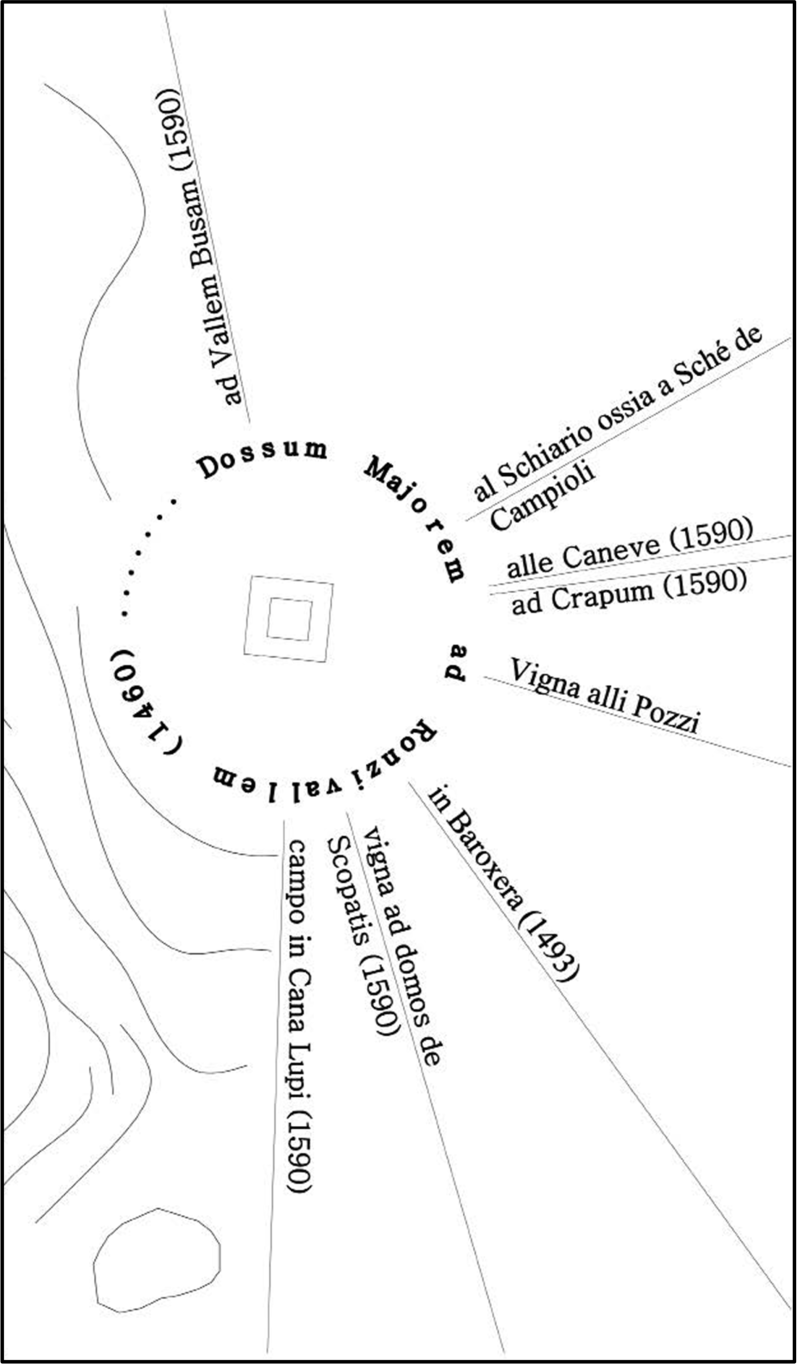
Stilisierte Karte mit den historischen Namen der vom Turm ausgehenden Wege

## Beschreibung
Das Bauwerk mit einer Länge und Breite von jeweils 11 m und einer Höhe von 15 m ist weitaus größer als die anderen der Umgebung, die erhalten geblieben sind. Angesichts der soliden Struktur mit Mauern, die an der Basis eine Breite von 2,5 m erreichen, diente das Bauwerk sicherlich nicht nur als Wach-, sondern auch als Wehrturm. So widerstand er 1487 unter Zenone Groppello erfolgreich dem Invasionsversuch der Bündner.
Der Turm ist mit charakteristischen baulichen Techniken der lombardischen Architektur errichtet, was auch durch die verwendeten Materialien und die Details zum Ausdruck kommt, unter anderem die Spitzbogenfenster mit Fensterstürzen aus Werkstein. Die gleichförmige Gestaltung der Fassaden beruht auf der baulichen Entscheidung, Maße und Materialien zu vereinheitlichen, was aus den Steinschichten und Ecksteinen mit den charakteristischen Bossen deutlich hervorgeht.
Der Eingang befand sich früher im ersten Stockwerk, zu dem man über eine Zugbrücke gelangte, die in einem darüber liegenden Raum betätigt wurde. Der heutige Eingang diente früher hingegen als Durchgang. Die beiden Räume mit Tonnengewölbe im Erdgeschoss und im ersten Stockwerk sind durch eine Steintreppe miteinander verbunden.
Der Turm wurde nach jahrhundertelanger Verwahrlosung erst kürzlich renoviert und kann seit 2003 besichtigt werden.

## Geschichte
Das genaue Baujahr ist unbekannt, der Turm wurde aber zwischen dem 13. und 15. Jahrhundert gebaut. Dies war die Zeit des größten Wohlstands der Familie Quadrio, die aufgrund des Konflikts zwischen den Ghibellinen und Guelfen um das 12. Jahrhundert von Como nach Chiuro übersiedelte.
Zwischen Ende des 14. und Mitte des 15. Jahrhunderts florierte die wirtschaftliche und politische Entwicklung der Ortschaft Chiuro unter dem Feldherrn Stefano Quadrio. Er besaß eine Burg in Sazzo, einem Ortsteil von Ponte in Valtellina, und ließ in der heutigen Via Torre von Chiuro auch ein befestigtes Herrenhaus „ad Visnatem“ errichten. Chiuro besaß zahlreiche Türme, die auch heute noch am unteren Teil der darauf errichteten Bauwerke erkennbar sind.
Der Befehlshaber Zenone Gropello der Familie Sforza nutzte den Turm zusammen mit den Befestigungen in Chiuro als Stützpunkt, als die Bündner zwischen 1486 und 1487 zum ersten Mal ins Veltlin einfielen.
Vermutlich wurde der Turm von Castionetto während der Bündner Herrschaft, wie allen anderen Befestigungen der heutigen Provinz Sondrio, zerstört, sodass die Herrschaft im eroberten Land besser gesichert war.
In einem Dokument des Kirchenbuchs von Chiuro aus dem Jahr 1622 sind der Turm und die umliegenden Grundstücke als Eigentum der religiösen Gemeinschaft „Scuola del Rosario“ verzeichnet. Der Besitz ging Anfang des 19. Jahrhunderts an die Gemeinschaft „Scuola del SS. Sacramento“ über.
Danach gilt er in den Grundbüchern des Catasto Lombardo-Veneto als Eigentum der Gemeinde Chiuro. Aus einer Urkunde des Notars Lavizzari geht hervor, dass die Grundstücke und der Turm 1885 enteignet wurden und in den Besitz der Gemeinde fielen.
Dann geriet er für viele Jahre in Vergessenheit – hat aber dennoch nichts von seinem Monumentalcharakter eingebüßt.